# グロット

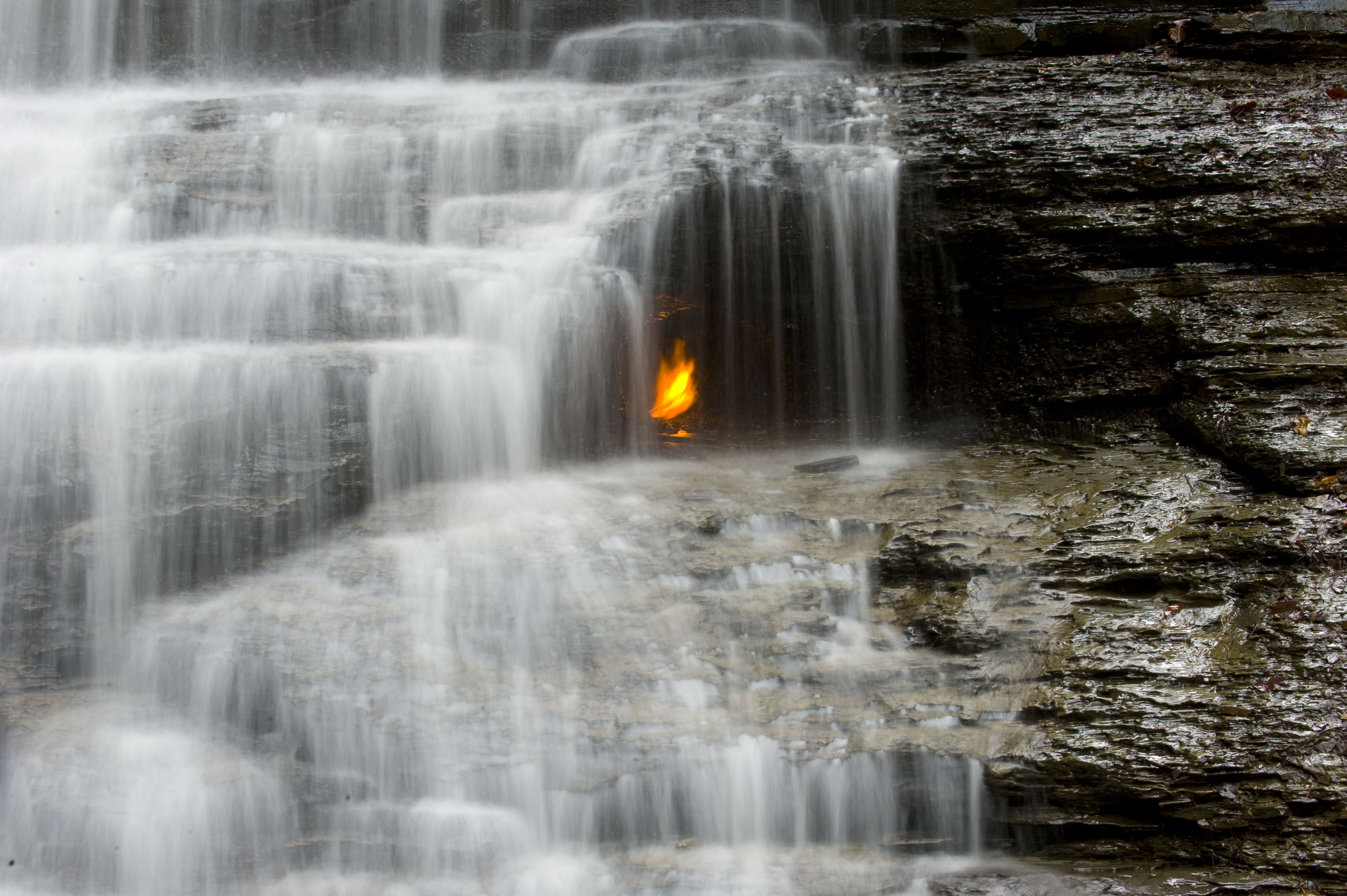
永遠の炎の滝。滝の奥に洞窟があり、天然ガスを灯した炎が名物（ニューヨーク州）

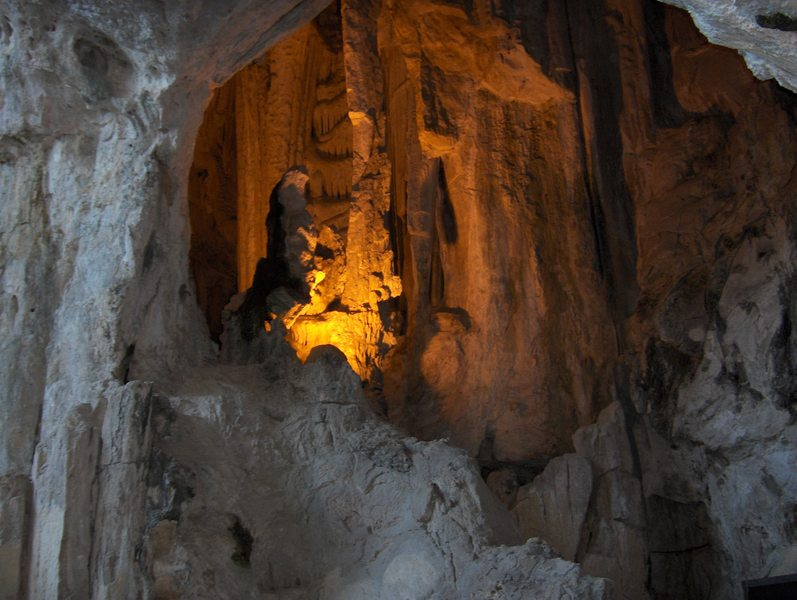
ガルシア洞窟（メキシコ、ヌエボ・レオン州）

グロット（伊: Grotto）とは、近代・古代を問わず、また先史時代から歴史時代に人類が利用した天然または人工の洞窟である。
自然界に存在するグロットは水辺の小さな洞窟であり、普段から水についているか、満潮の時に浸水することが多い。人工の石窟を庭園の要素（英語版）として用いることもある。天然の洞窟で人気を集めた例に、カプリ島の青の洞窟（グロッタ・アズーラ）やローマ帝国のティベリウス皇帝のヴィラ・ジョヴィス（ナポリ湾）のグロットがある。
水辺に接するものも、丘陵の高台にあるものも、グロットは一般にその地質が石灰岩でできており、もともとは小さな亀裂が常に水に触れたり水が溜まるうちに、岩石基質中の酸性の炭酸塩に洗われ、溶けて形成された。

## 語源
グロットという単語の源は伊: grotta であり、さらに遡ると俗ラテン語でgrupta 、古典ラテン語でcrypta すなわち英: crypt（地下聖堂）に由来する。
また歴史の偶然により「グロテスク」（grotesque）という言葉にも通じている。ローマ人は15世紀後半、パラティーノ（ラテン語: Palatinus、イタリア語: Palatino）（英語版）で偶然、第5代皇帝ネロの宮殿ドムス・アウレア を掘り当てた。建築当初のきゃしゃな構造の石材に花輪や動植物のデザインを彫りつけた部屋をいくつも備え、時間の流れとともに地中に埋もれていたものである。ローマ人はまるで「地下世界」から湧いて出たような建造物を気味悪がり、これらを「グロテスカ」（伊: grottesca ）と呼び始める。やがてフランス語圏が取り入れて「グロテスク」（grotesque ）という美術様式に転じた。

## 古代

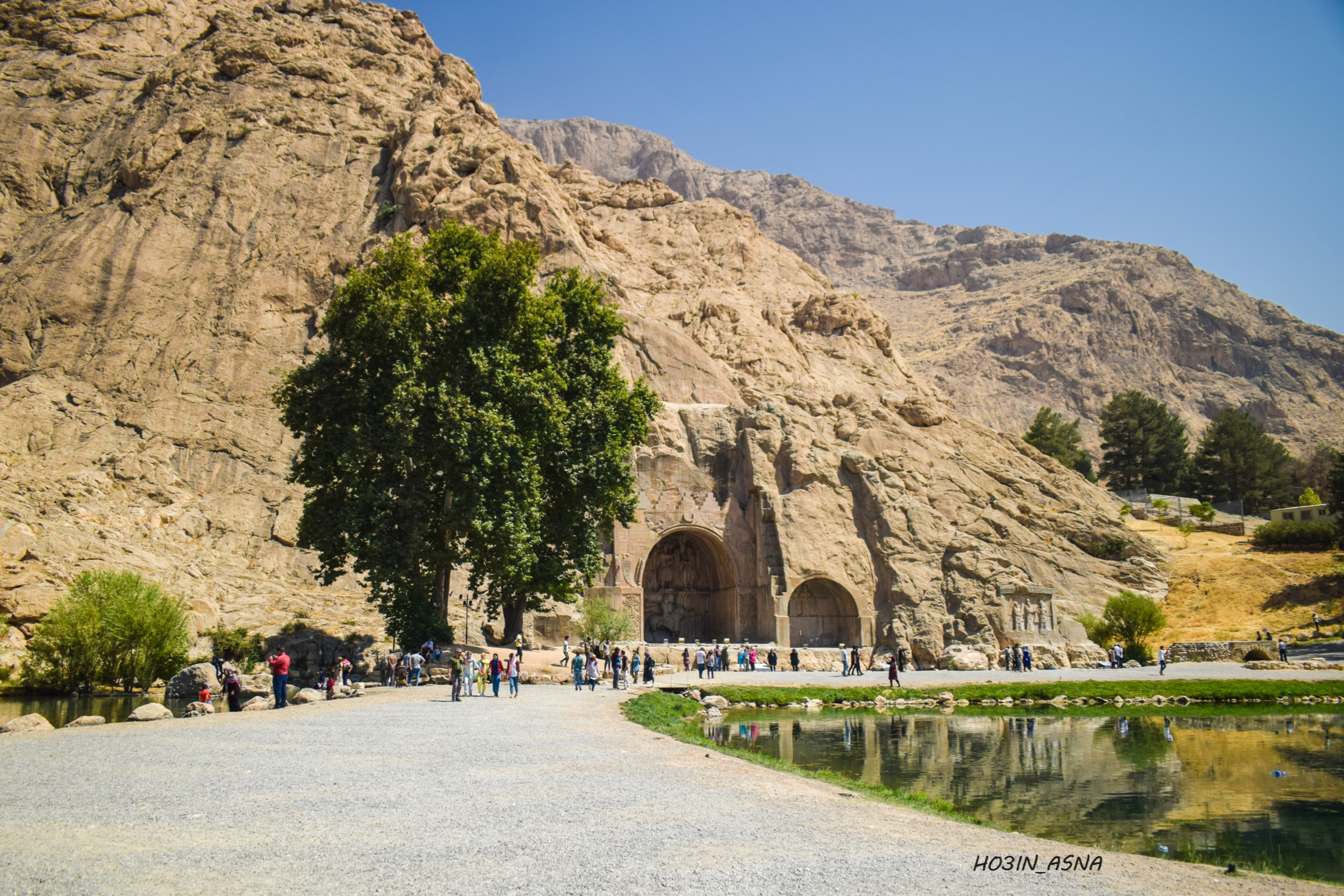
ターク・イ・ブスタンはササン朝時代のグロット。アーチ型天井の石窟が2基、隣り合う（イラン）

グロットはギリシャ文化ならびにローマ文化で広まった。アポロの神託を示すという湧水をたたえるグロットは、デルポイとコリントス、クラロスに築かれた。ロドス島にあるヘレニズムの都市は岩を削って自然に見えるようにデザインした人工の洞窟を取り込んだ。ローマの南方にある偉大な聖域プラエネステでは、2番目に低い段丘に原始聖域の最も古い部分が位置しており、自然の岩の洞窟に湧く泉を井戸に導いた。その神聖な泉にニュンペーが住み着くと伝承され、やがて水をたたえた洞窟などニンファエウムを捧げて讃えた。

## ティチーノ州の洞穴倉庫

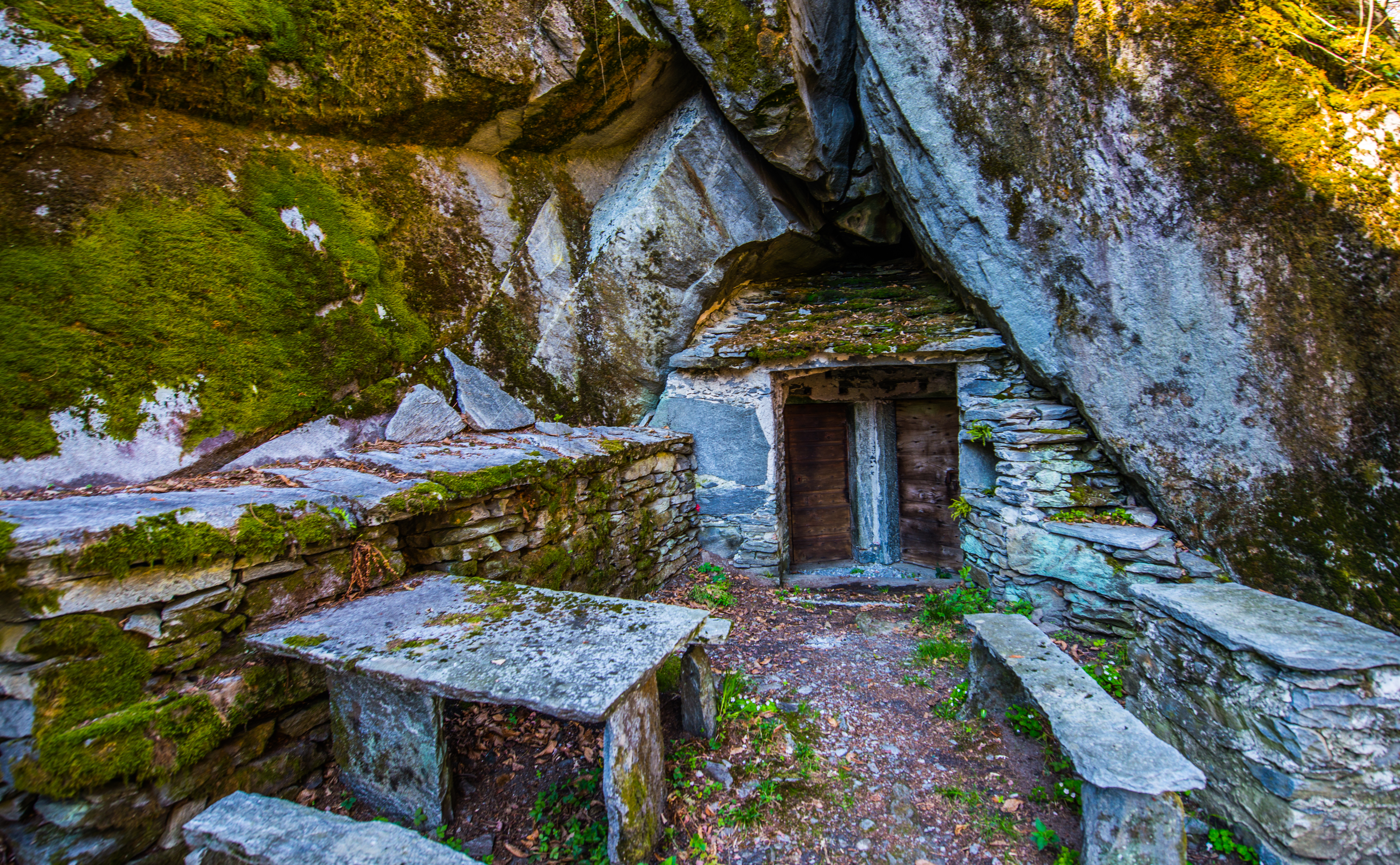
チェヴィオのグロット。食品倉庫とワインセラーを兼ねている。

スイスのイタリア語圏にあたるティチーノ州では、天然の洞穴を利用してワインや食料を保存してきた。岩や岩石のくぼみや張り出しなどを使って天然の冷蔵庫として使い、牛乳やチーズ、ジャガイモ、ソーセージ類、ワインなど食品ごとに適した温度の小部屋を使い分けている。
これらのワインセラーがどれだけ重宝されているか、その数を見ても明らかである。たとえばマッジャ（Maggia）に40軒、モゲニョもほぼ同数、カーゼ・フランツォーニ（Case Franzoni）の裏手のチェヴィオ（Cevio）でも約70軒が現役で使われている。アヴェーニョ（スイスAvegno）のように一般公開する場所もあるが、ほとんどは素朴なレストランに改装され、地産の食べ物や飲み物を提供するなど、本来の特徴を失いつつある。手掘りのグロットは岩の下や2つの巨石の間を選んであり、地下の空気の流れを確保して区画ごとに涼しく保っている。2階も設けたグロットもあり、部屋割りは1もしくは2室で、発酵用の樽とワインを長期保存する道具を保管する。グロットの外には石材を組んだテーブルとベンチを置き、農作業の間に休憩したり気分転換に使ってきた:18。

## 庭園のグロット

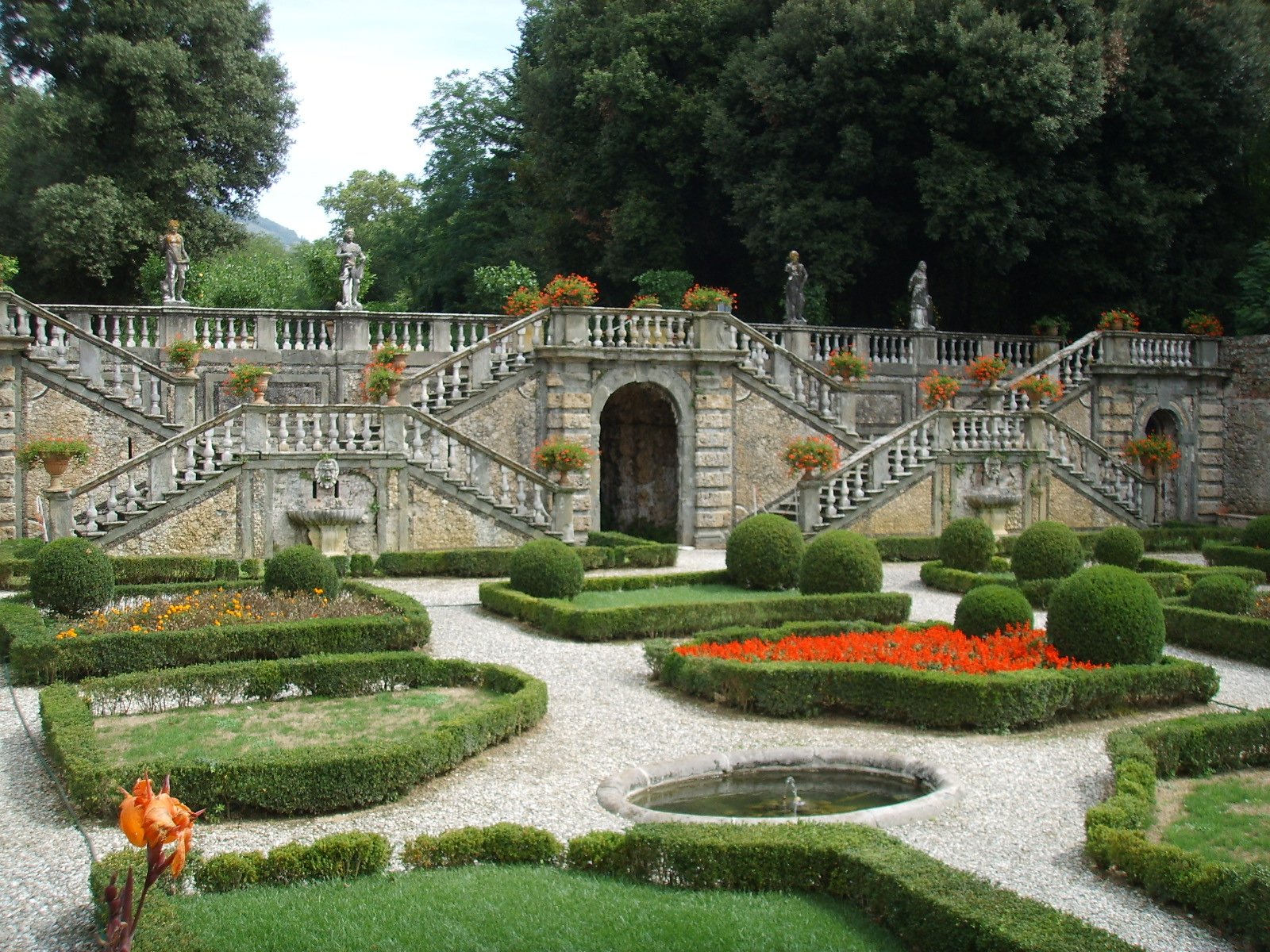
グロットの入り口。トッリジャーニ家の別荘農場（イタリア語版）（イタリアのフィレンツェ県旧バルベリーノ・ヴァル・デルサ、現バルベリーノ・タヴァルネッレ）

人工洞窟が人気を呼んだ16世紀半ば、イタリアとフランスの庭園にマニエリスム様式が導入された。ピッティ宮殿に付帯するボーボリ庭園に伝わる著名な洞窟2つはヴァザーリ（Vasari）が着工し（1583年）、工期はアンマナーティ（英語版）の手を経てブオンタレンティ（Buontalenti）が1593年に完成させた。その1つはにミケランジェロの作品『囚人』（Prisoners ）が本来、飾られた場所である。
ニコロ・トリボロ（英語版）はボーボリ洞窟の前に、フィレンツェ近郊のメディチ家のカステッロ邸に庭園を造った。プラトリーノ邸（英語版）にはキューピッドのグロットを築き（現存）、乾燥地に流水の仕掛けを施して賓客をもてなした。そのフィレンツェから訪れるなら、グラッシーナに「ファタ・モルガーナの泉」（en:Fonte di Fata Morgana英語版）を構えるベルナルド・ヴェッキエッティの別邸がある。邸の名前は〔休息地〕を意味する「リポーゾ」といい、小さなグロットは広大な敷地と比べても庭園の立派なアクセントとなり、ジャンボローニャ風の彫刻で飾ってある（1573年–1574年）。

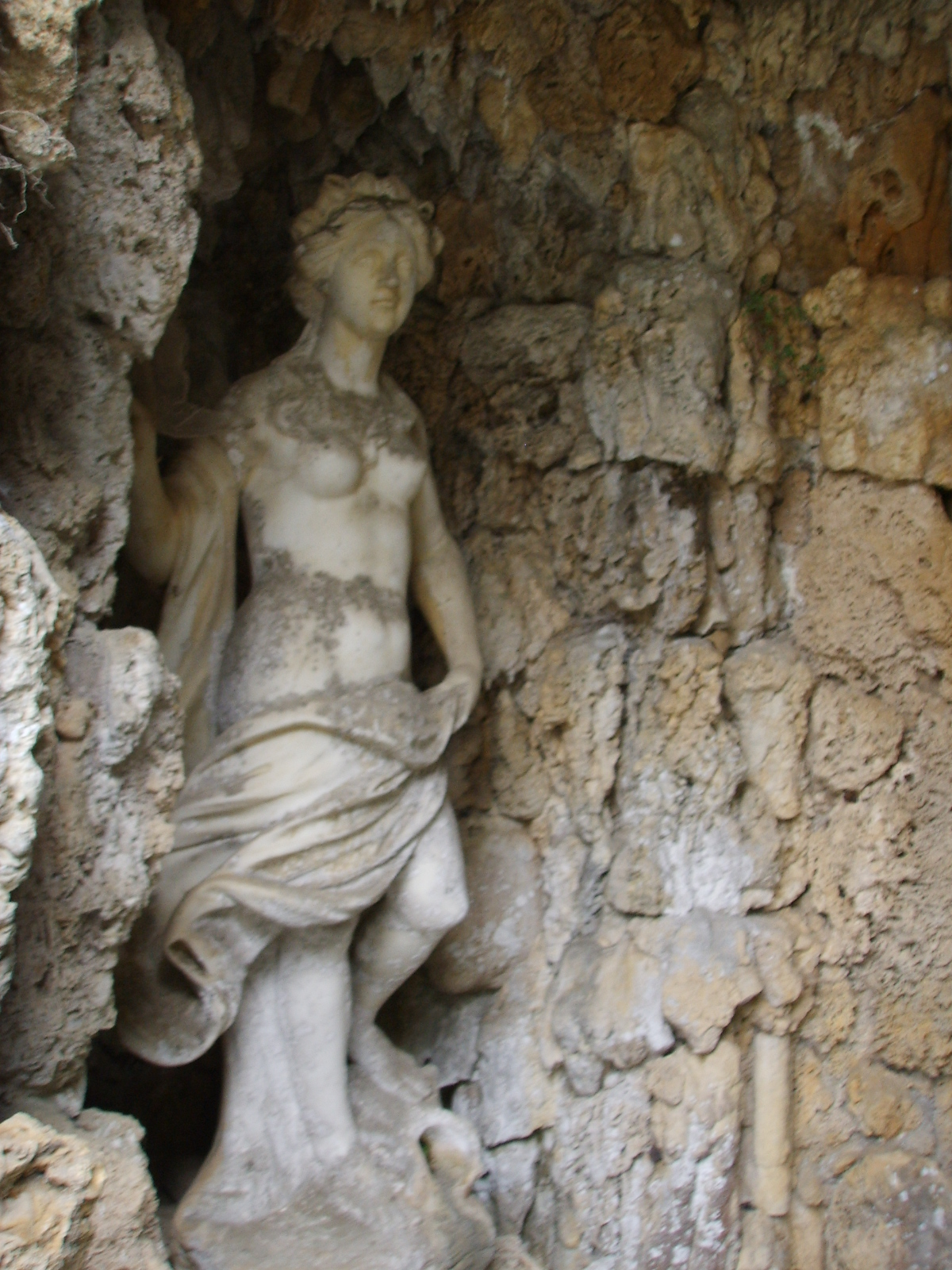
洞窟に溶け込む彫刻。トッリジャーニ家（英語版）（ルッカ）

庭園のグロットは外周を巨大な岩または岩の張り出し、あるいは田園地帯風のポーチに似せて設計した例がよく見られる。内部は礼拝所または噴水を作ったり、素材も鍾乳石や模造の宝石あるいは貝殻に似せた陶器を用いるなどした。神話に取材して、その空間の主題にふさわしいヘルメスや人魚をかたどった。グロットの内部は湿度が高く、イタリアの照りつける太陽から逃れて涼を味わう場所にもなった。そこで、ギリシア神話に登場する泉や川のニュンペーにちなみ、壷から水を流して水盤で受けるなどの工夫をした。やがて冷たい霧雨が名物のイル・ド・フランスでも流行し、ロシア帝国のシェレメーテフ伯爵は1755年から1761年にかけて、壮麗なグロットをクスコヴォ宮殿（英語版）の敷地に築かせた。
一方に礼拝所として機能したグロットがあり、他方にはマントヴァのテ離宮（英語版）の「カシーノ・デラ・グロッタ」と呼ばれる施設のように、浴場に利用した例も出現した。グロットへと導く屋根付きバルコニーを取り巻いて、居心地の良い小部屋を配してあり、かつての宮廷人はグロットを訪れて小さな滝で水浴びをして、小石や貝殻で彩られた床や壁に水しぶきをかけた。カプラローラの小さな劇場はヴィラ・ファルネーゼ（英語版）と呼ばれ洞窟風のデザインである。ルネッサンス式庭園にグロットを設ける場合、滝のように水が流れる噴水と組み合わせることが多かった。
ベルナール・パリッシーはカトリーヌ・ド・メディシスに依頼され、チュイルリー宮殿（パリ）に著名なグロットを造り、ヴェルサイユ宮殿にもアンドレ・ル・ノートル設計の庭園グロットがある。イギリスに登場するのは1630年代であり、ウィルトシャー州ソールズベリー近郊に立つウィルトン・ハウスのグロットはおそらくアイザック・ド・コー（英語版）が手がけたと考えられる（所在地はイングランド地方ウィルトン）。
グロットは、前述のような格式ばった庭園以外にも持ち込まれた。イギリス初の風景式庭園（トゥイッケナム）にアレキサンダー・ポープが築いたポープのグロット（英語版）があり、この時期のグロットとして現存するほぼ唯一の例で、イタリア訪問中にグロットを見学して受けた感銘を形にしたという。このグロットは、修復の取り組みが進んでいる。ペインズヒル公園（英語版）の庭園にもグロットがあり、その他、ストウ庭園（英語版）、クランドン荘園（英語版）、ストウヘッド（英語版）にも類例があった。
スコットのグロット（英語版）とは一連の洞がつながった構造で、ハートフォードシャー州の白亜の丘陵地帯に幅20メートルを占め、ウェア（英語版）の郊外にある。このグロットの洞と地下通路は18世紀後半に設けられ、貝殻や燧石（ひうちいし flints）、色ガラスの破片を敷き詰めてある。ロマン派世代の旅行者はフェリックス・メンデルスゾーンの演奏会用序曲（ドイツ語: Die Hebriden）の由来を求めて、わざわざスコットランド地方のフィンガルの洞窟まで足を運ばないとしても、その所在地のスタファ島という孤島まで旅をしたメンデルスゾーンのエピソードは聞かされている。19世紀、マッターホルンのミニチュアやロックガーデンが流行すると、例えばアスコットハウス（英語版）など洞窟を目にする機会も増えた。バイエルン にルートヴィヒ2世が構えたリンダーホーフ城はヴィーナスのグロットを備え、歌劇「タンホイザー」（ワーグナー作）の序幕部分を象徴する。
イギリスでピクチャレスクen:Picturesque運動が起こるとグロットは流行から大きく外れたものの、建築家や芸術家は再定義を試みる。フレデリック・キースラー設計の「Grotto of Meditation for New Harmony」（1964年）から、アントニーノ・カルディーロの「Grottoes」シリーズ（2013-2023年）まで、以下もその時代ごとのデザイン作品に取り入れていた。
- ARM'st のポストモダン作品「Storey Hall」（1995年）
- アランダ／ラッシュ（Aranda/Lasch）の「Grotto Concept」（2005年）
- Deborah Saunt David Hills Architects（DSDHA）の手がけた「Potters Field Park Pavilions」（2008年）[20]
- カラム・モートンの「グロット」館（2010年）

## 宗教にかかわるグロット

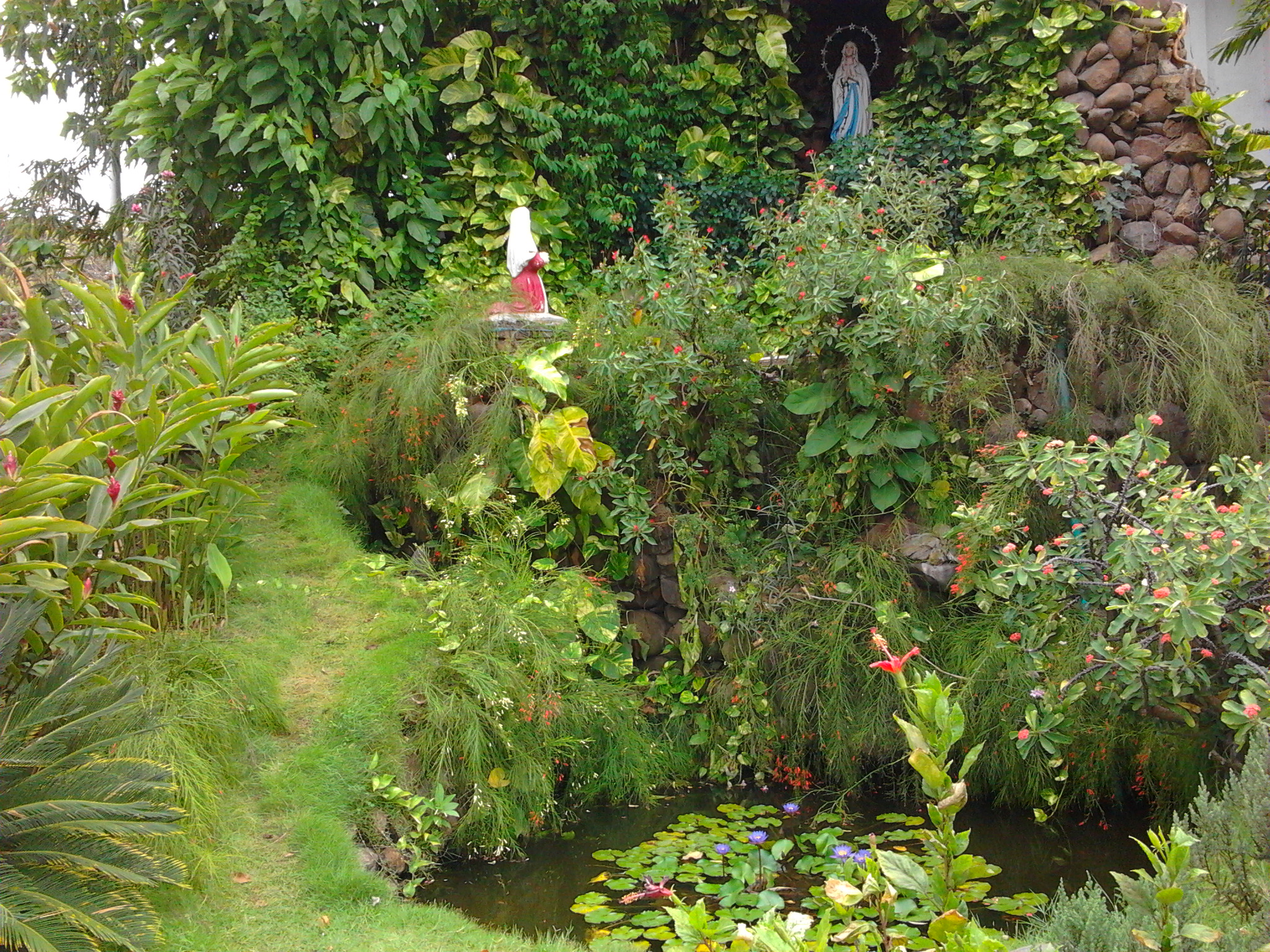
マリアのグロットと蓮池（インドネシア、ジャカルタ）

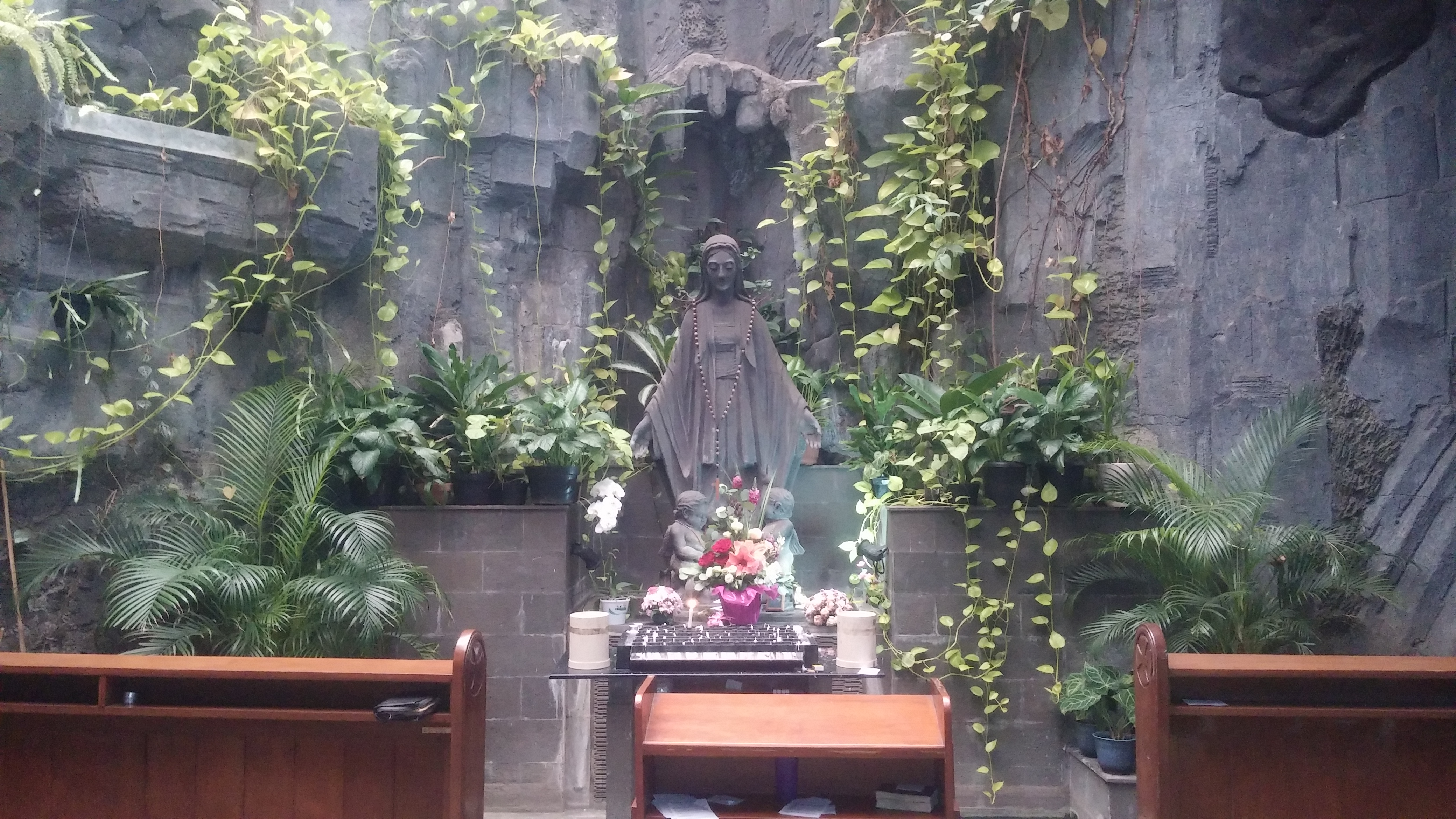
礼拝所に転用された部分（マリアのグロット内部）

世界最大のグロットはアメリカ合衆国アイオワ州のウエスト・ベンドにあり、贖罪の洞窟と呼ばれる。この例のように、今日では装飾や信仰を目的として人工の洞窟を売買したり造らせたりする。屋外の庭園に据えた洞窟は聖人、特にマリア像を置き、礼拝所に用いる例が多い。
ベルナデッタ・スビルーがルルドの聖母の幻影を見たと伝わる洞窟には、カトリック教徒が多く訪れる。庭園の洞窟で、この幻影の逸話を見本に築かれたものは多く、キリスト教の教会の敷地ばかりか公私の庭園などで見かける。

## ギャラリー

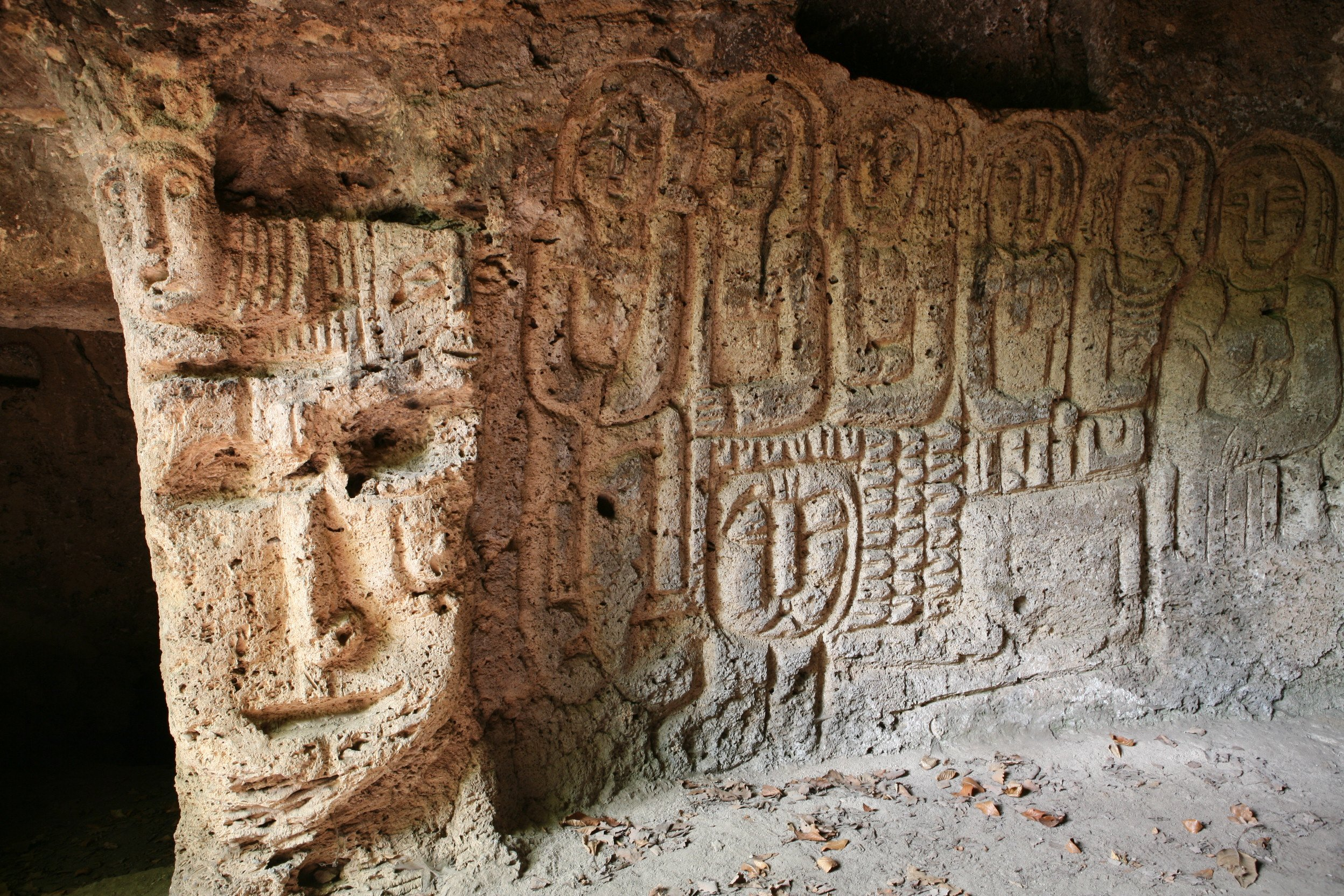
大修道院のグロット（アルメニア、イジェヴァン、17世紀）
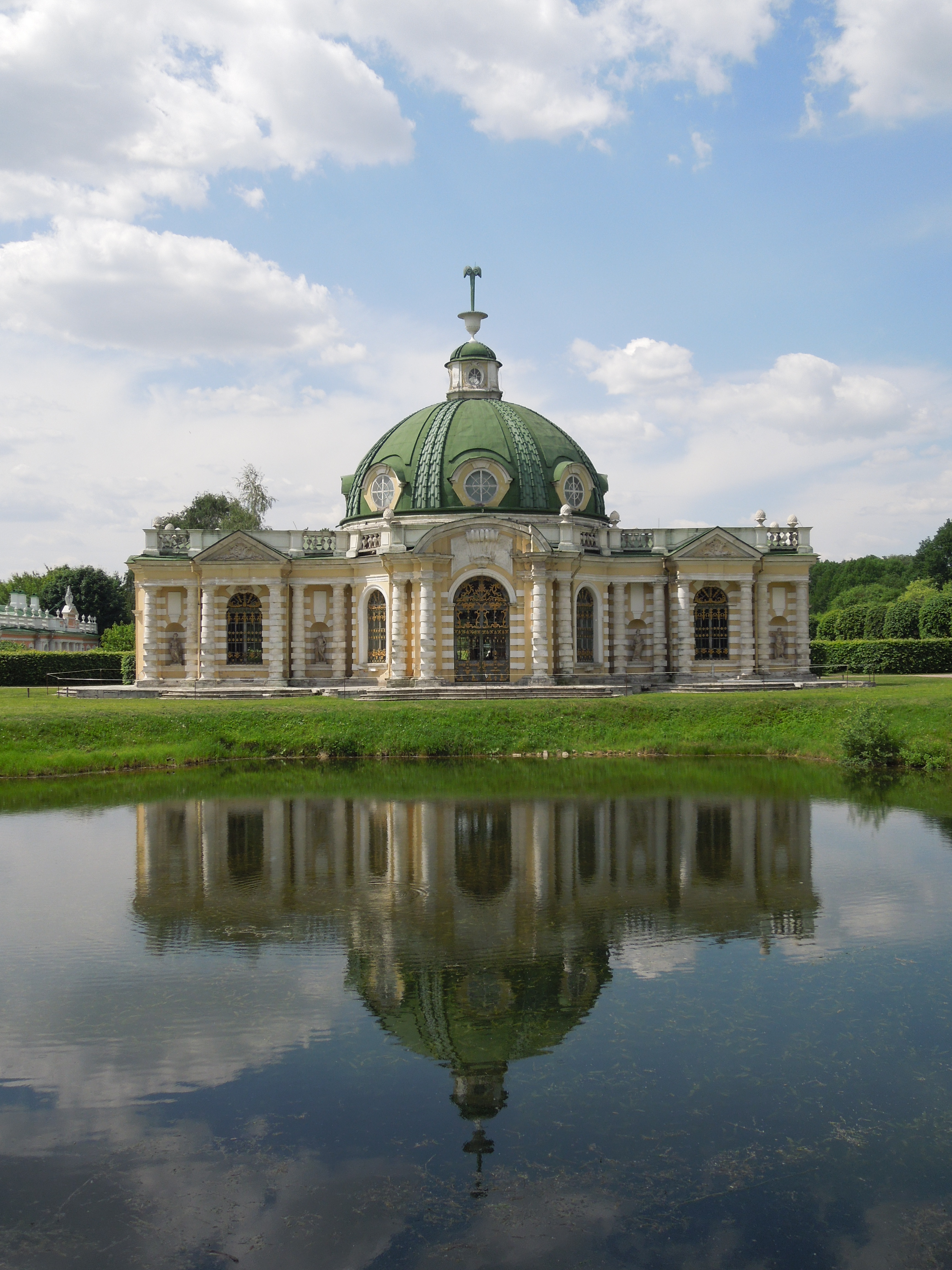
クスコヴォ（英語版）の洞窟のパビリオン（モスクワ、1775年完成）
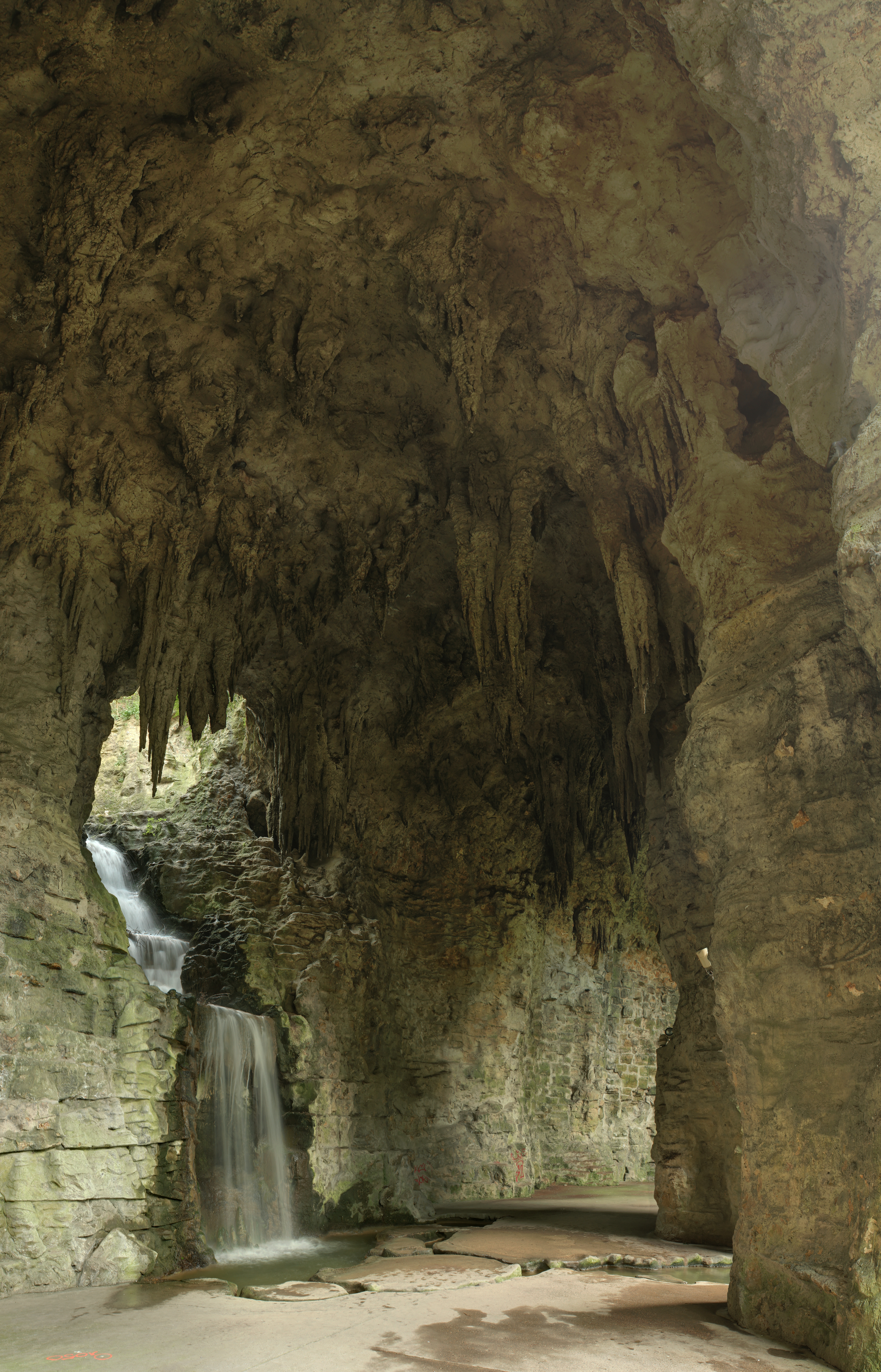
ビュット・ショーモン公園の石切場跡のグロット。装飾はイギリス式庭園様式（パリ、1700-1800年代）
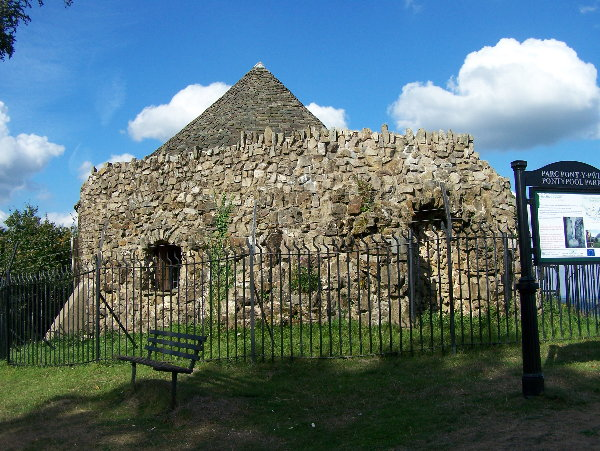
貝のグロット（英語版）は貝殻で装飾したフォリー（ウェールズ、ウェールズ語: Groto Cregyn、1700年代後半）
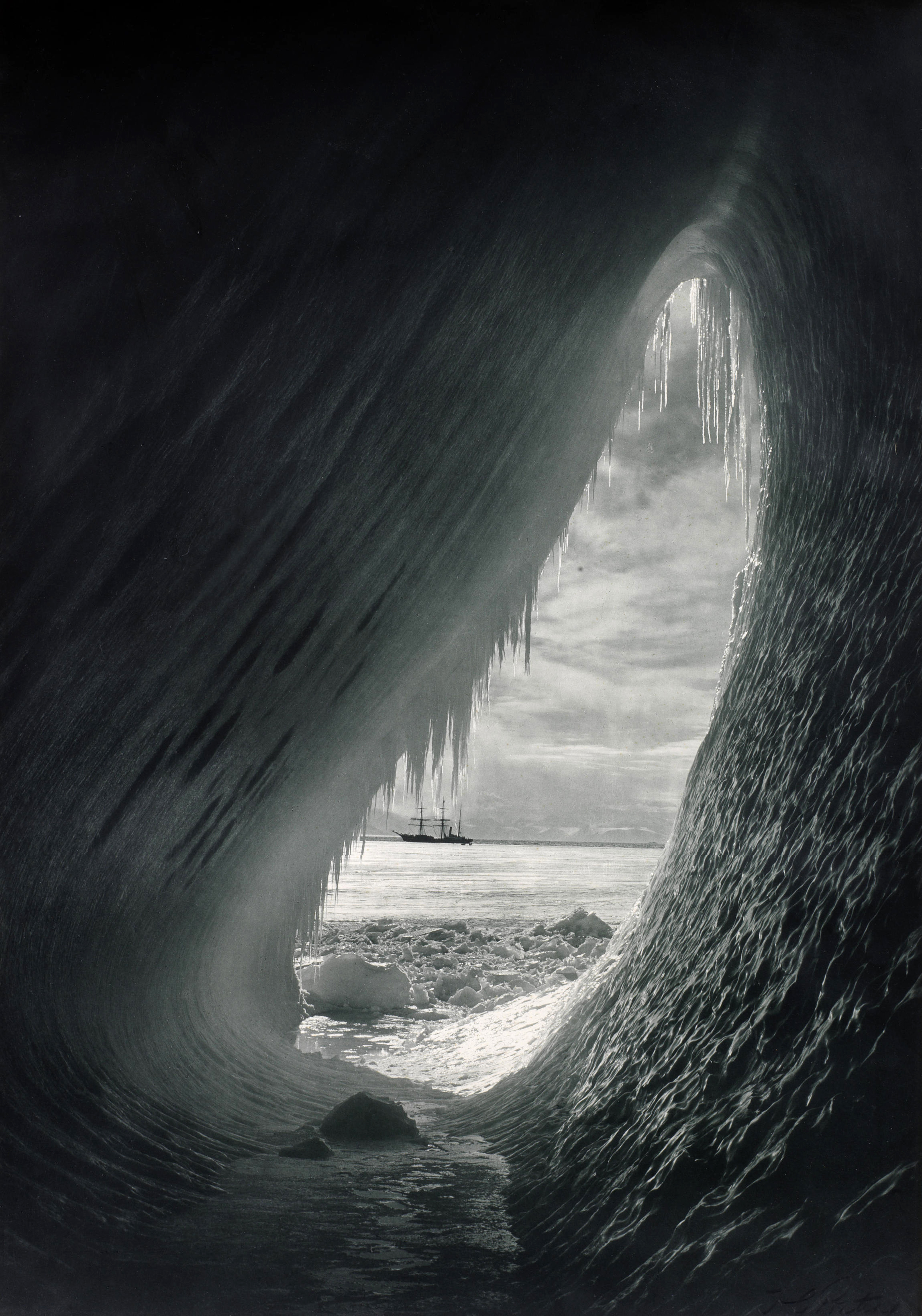
氷山のグロット。開口部から見える船舶はイギリスの南極遠征に向かったテラノバ号（英語版）（1911年）
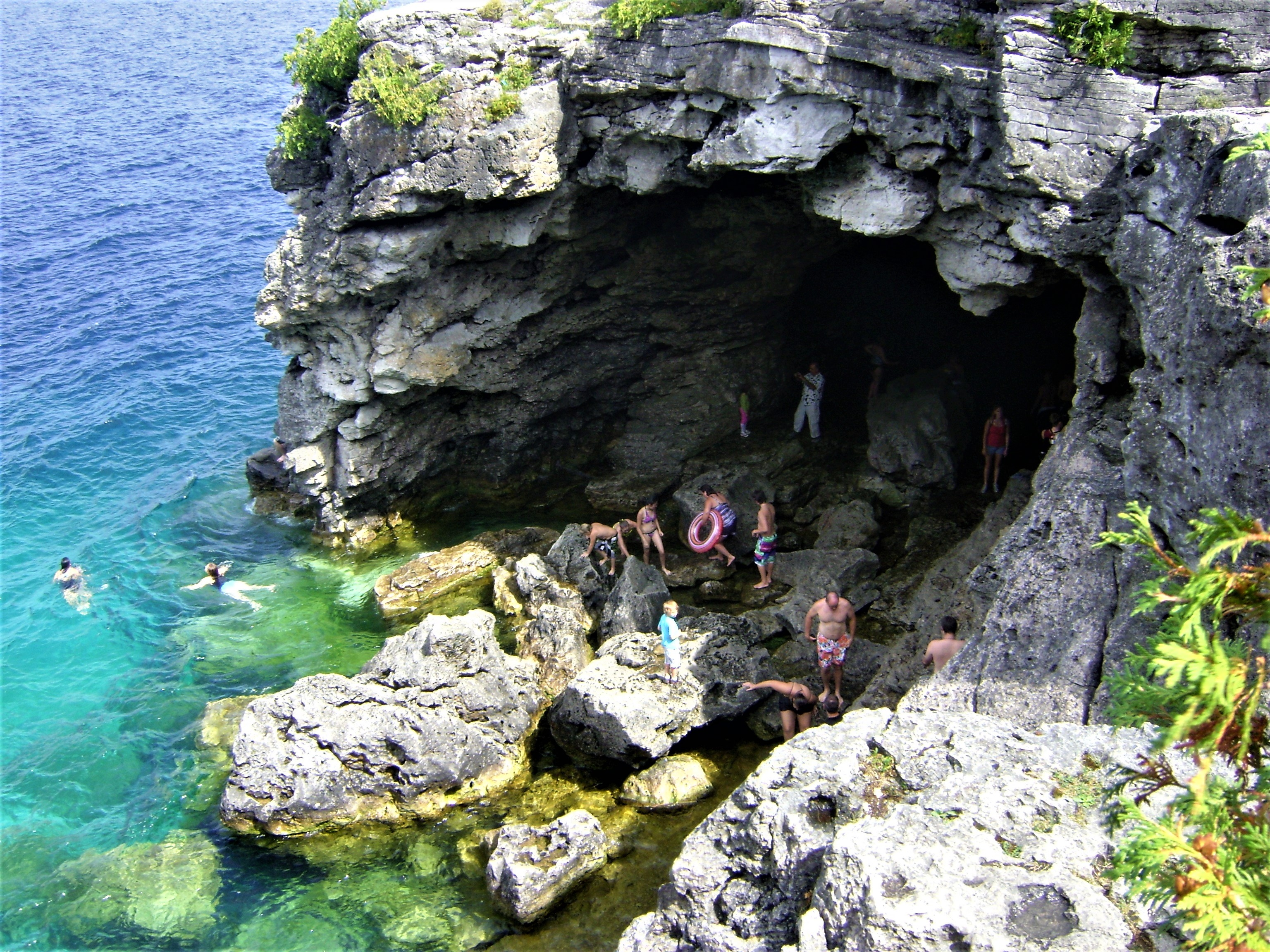
ブルース・ペニンシュラ国立公園のグロット（カナダ）